# Spjuten, Västmanland
Spjuten är en sjö i Norbergs kommun och Smedjebackens kommun i Västmanland och ingår i Norrströms huvudavrinningsområde. Sjön är 6 meter djup, har en yta på 0,273 kvadratkilometer och befinner sig 165,2 meter över havet. Spjuten är förbunden med Orgen genom ett smalt sund.

## Delavrinningsområde
Spjuten ingår i det delavrinningsområde (666835-149792) som SMHI kallar för Mynnar i Snytsboån. Medelhöjden är 188 meter över havet och ytan är 37,46 kvadratkilometer. Det finns inga avrinningsområden uppströms utan avrinningsområdet är högsta punkten. Vattendraget som avvattnar avrinningsområdet har biflödesordning 5, vilket innebär att vattnet flödar genom totalt 5 vattendrag innan det når havet efter 229 kilometer. Avrinningsområdet består mestadels av skog (77 procent). Avrinningsområdet har 2,79 kvadratkilometer vattenytor vilket ger det en sjöprocent på 7,4 procent.